# Aspalathus cliffortiifolia
Aspalathus cliffortiifolia är en ärtväxtart som beskrevs av Rolf Martin Theodor Dahlgren. Aspalathus cliffortiifolia ingår i släktet Aspalathus och familjen ärtväxter. Inga underarter finns listade i Catalogue of Life.